# Sarcopygme ramosa
Sarcopygme ramosa là một loài thực vật có hoa trong họ Thiến thảo. Loài này được (Lauterb.) Setch. & Christoph. miêu tả khoa học đầu tiên năm 1935.